# Svartbrynad grönbulbyl
Svartbrynad grönbulbyl (Arizelocichla fusciceps) är en fågel i familjen bulbyler inom ordningen tättingar.

## Utseende och läte
Svartbrynad grönbulbyl är en medelstor grönbulbyl med en smal och bruten ljus ögonring. Ryggen är olivgrön och huvud samt undersida är grå. Ovanför ögat syns ett svagt svart ögonbrynsstreck som gett arten dess namn. Sången består av en kort serie skällande och jamande toner. 

## Utbredning och systematik
Fågeln förekommer i sydöstra Afrika. Vissa inkluderar ulugurugrönbulbylen (A. neumanni) och udzungwagrönbulbylen (A. chlorigula) som underarter.

## Status
Arten har ett stort utbredningsområde och beståndet anses vara stabilt. Internationella naturvårdsunionen IUCN listar den därför som livskraftig (LC).